# Anton Prokesch von Osten den äldre

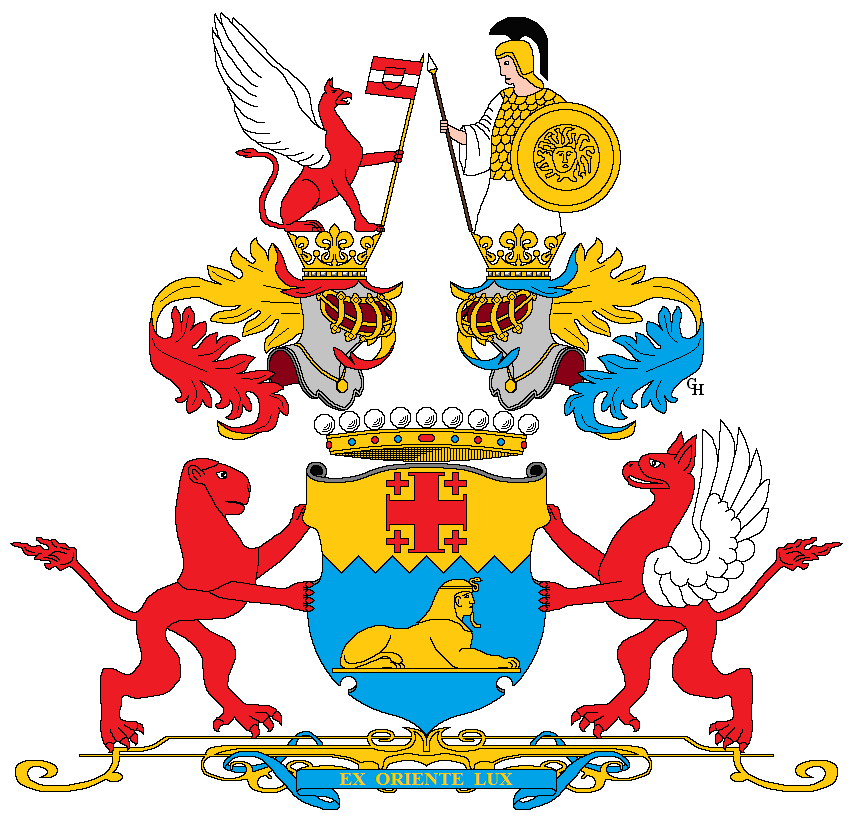
Prokesch-Ostens vapen (1871).

Anton Prokesch von Osten, född den 10 december 1795 i Graz, död den 26 oktober 1876 i Wien, var en  österrikisk greve, militär, diplomat och skriftställare. Han var far till Anton Prokesch von Osten den yngre.
Prokesch von Osten deltog 1814–1815 i kriget mot Frankrike som ordonnansofficer hos ärkehertig Karl, innehade sedermera en kortare tid professorsstolen i matematik vid kadettskolan i Olmütz, men återvände snart till den militära banan. Efter en längre resa i offentligt uppdrag till Turkiet, Mindre Asien, Syrien och Egypten (1824–1827) blev han major i marinen och generalstabschef vid amiral Dandolos flottilj, i vilken egenskap han förmedlade flera viktiga överenskommelser med turkiska och egyptiska myndigheter, särskilt med Muhammed Ali. 
År 1830 upphöjdes han i adligt stånd som Ritter von Osten (hans ofrälse namn var Prokesch), skickades som särskilt sändebud till Rom 1832 och följande år till Alexandria för att bilägga stridigheterna mellan Muhammed Ali och Porten. Under åren 1834–1849 var han österrikisk minister i Aten och 1849–1852 i Berlin samt avancerade under tiden till generalmajor (1843) och fältmarskalklöjtnant (1848). Han blev Praesidialgesandter vid förbundsdagen i Frankfurt 1853, friherre 1855, var ambassadör i Konstantinopel 1855–1871 och blev fälttygmästare 1863. Efter erhållet avsked (1871), då han upphöjdes i grevligt stånd, bosatte han sig i sin hemstad Graz.  
Prokesch von Ostens historiska och politiska skrifter, i synnerhet de om Orienten, utmärks av ett rikt och intressant innehåll, livlig stil, skarp blick och frimodig öppenhet i bedömandet av personer och förhållanden, men hans för sin tid och samhällsställning (som ur Metternichs skola utgången diplomat) ovanligt frisinnade uppfattning, enligt vilken folkets välfärd utgjorde den främsta måttstocken vid alla politiska frågors bedömande, skaffade honom många motståndare. 
Av hans många arbeten kan nämnas Erinnerungen aus Aegypten und Kleinasien (3 band, 1829–1831), Das Land zwischen den Katarakten des Nil (1832), Denkwürdigkeiten und Erinnerungen aus dem Orient (3 band, 1837), Geschichte des Abfalls der Griechen vom Türkischen Reiche (2 band, 1852; med 4 band diplomatiska bilagor 1867) samt historiska, arkeologiska och numismatiska uppsatser i vetenskapsakademiernas i Wien och Berlin handlingar.